# مارکو ریشتر
مارکو ریشتر (آلمانی: Marco Richter؛ زادهٔ ۲۴ نوامبر ۱۹۹۷) بازیکن فوتبال اهل آلمان است که در پست مهاجم برای تیم آگسبورگ بازی می‌کند.
از باشگاه‌هایی که در آن بازی کرده‌است می‌توان به باشگاه فوتبال بایرن مونیخ اشاره کرد.
وی همچنین در تیم ملی فوتبال زیر ۲۱ سال آلمان بازی کرده‌است.